# Pastinaca apiifolia
Pastinaca apiifolia är en flockblommig växtart som beskrevs av Koso-pol. Pastinaca apiifolia ingår i släktet palsternackor, och familjen flockblommiga växter. Inga underarter finns listade i Catalogue of Life.